# Люсиен Леви-Брюл
Люсиен Леви-Брюл  (на френски: Lucien Lévy-Bruhl) е френски философ и антрополог.

## Биография
Роден е на 10 април 1857 г. в Париж в еврейско семейство от Лотарингия. Завършва Сорбоната. Преподава там от 1899 г. до 1927 г. Започва като философ, но трудът на Джеймс Джордж Фрейзър „Златната клонка“ го кара да се заинтересува от антропологията. По методология и принципи на постановка на проблемите Люсиен Леви-Брюл е ученик на социолога Емил Дюркем.
Умира на 13 март 1939 г. в Париж.

## Научен принос
Преди Леви-Брюл властва постулата за еднаквостта на законите на мисленето на народите във всички времена. Люсиен Леви-Брюл счита, че на различните типове общества, както и на различните епохи са присъщи различни типове мислене. Той е автор на понятието за до-логическото мислене, което е различно от съвременното логическо. До-логическото мислене е индиферентно към знанието, натрупвано на база опита. То е мистично. Във всяко явление първобитният човек вижда действие на свръхестествени сили. Болестите, слабата реколта, лошото време – всички те са следствие на магии. Приложимо към такъв тип мислене, Леви-Брюл въвежда закона за партиципацията (съпричастността): за първобитния човек предметът може да бъде самият себе си и едновременно с това и нещо друго. Като пример за действие на този закон може да служи тотемизмът, когато човек вярва, че той едновременно е и животно. Друг пример е билокацията – когато човек или предмет се намират едновременно на две места. В късните си научни трудове под влияние на критиката Леви-Брюл в известна степен отстъпва от тези свои позиции.

## Книги
- 1900 – La Philosophie d’Auguste Comte / Философията на Огюст Конт
- 1910 –  Les fonctions mentales dans les sociétés inférieures / Умствените функции в низшите общества
- 1922 – La mentalité primitive / Примитивното мислене
- 1924 – Jean Jaurès, esquisse biographique / Жан Жорес, биографичен очерк
- 1927 – La Morale et la Science des Mœurs / Моралът и науката за нравите
- 1927 – L'âme primitive / Първобитната душа
- 1931 – Le surnaturel et la nature dans la mentalité primitive / Свръхестественото в първобитното мислене
- 1935 – La mythologie primitive / Първобитнатa митология
- 1938 – L’expérience mystique et les symboles chez les primitifs
- 1949 – Les carnets de Lucien Lévy-Bruhl